# 火曜デラックス
『火曜デラックス』（かようデラックス）は、1995年から1997年まで日本テレビ系列局が3年間にわたって編成していた日本テレビ製作の単発特別番組枠である。

## 概要
プロ野球シーズン中のみに編成されていた枠。編成時間は基本的に火曜 19:00 - 20:54 （日本標準時）で、同日にナイター中継が予定されていない週のみの編成となっていた。
当時の日本テレビの火曜19:00はバラエティ番組、20:00は時代劇を放送していたが、ナイターシーズンになると半分近くナイター中継や特別番組で休止するケースがあった為、ナイターシーズン限定の特別番組枠を編成。ナイター終了から翌年のナイター開始まで上記の編成を行う形になり、この体制は1997年9月まで2年半続いた。

## 放送番組一覧

### 火曜デラックス'95
- 4月11日：国民投票制導入!激闘!春の特番トーナメント
  - 改編期特番の出演者たちがそれぞれの出演特番の名場面を見せ、どちらが良かったのかをテレゴングで決めてもらい、トーナメント方式で勝ち抜いていく番組。司会はウッチャンナンチャン。
  - なお、第1回・第2回は「スーパースペシャル'94-'95」枠での放送。
- 4月18日：NNN報道スペシャル「崩壊!?オウム帝国」
- 4月25日：NNN報道スペシャル「オウム帝国崩壊への最終章」
- 6月06日：輝け!女湯の大きな宿大賞
- 7月04日：凶悪犯を逮捕せよ!列島24時間大捜査線
- 7月11日：騎馬奉行がゆく（主演：高橋英樹）
- 7月25日：お助け信兵衛人情子守唄（主演：高橋英樹）
- 8月01日：戦場の中の子供たち
- 8月29日：不思議!超ビックリ!! 動物ワンダーランド
- 9月05日：ひらり文四郎危機一髪!（主演：高橋英樹）

### 火曜デラックス'96
- 4月09日：もう一度見たい… 愛と感動のテレビ史上最高視聴率ドラマ&アニメ最終回全部見せちゃう!!
  - 『池中玄太80キロ』『西遊記』『魔法使いサリー』『フランダースの犬』『巨人の星』などの最終回を見せる。司会は徳光和夫。
- 4月23日：不思議!びっくり!動物ワンダーランド
- 4月30日：はじめてのおつかい爆笑感動スペシャル
- 5月14日：怪奇!恐怖体験・学園のミステリー
- 5月28日：突撃!隣の晩ごはん 世界のスター&大豪邸大感謝祭
- 6月18日：ヒーロー100人伝説!!ひばり裕次郎から夏目雅子SMAPまで!
- 7月02日：えらいこっちゃ!実録ナニワ金融道の裏世界
- 7月09日：プロ野球好珍プレー夏の陣 それって激生大乱戦!!
- 7月23日：電波少年グレート2
  - 猿岩石のヒッチハイクを取り上げた番組。19日から開催されていたアトランタオリンピック中継の都合上、この回のみ24分縮小して19:54 - 21:24に放送。
- 8月13日：人気司会者VS美人アナ歌って踊って大暴露2
- 9月17日：秋の人気番組勢揃い 名場面&㊙ハプニング テレビの裏側大公開

### 火曜デラックス'97
- 4月15日：超豪華!加山雄三と仲間たちスペシャル
- 4月22日：㊙なぜそう決まったの?
  - 「基準」をテーマにした番組。
- 5月06日：私の恥ずかしいプライベートビデオ大賞
- 5月13日：明石家さんまの一度だけ人生最高瞬間ショー
- 6月10日：おもいッきりテレビ番外編
  - 「健康」に関するウソホントの特集。
- 6月17日：はじめてのおつかい爆笑感動スペシャル
- 6月24日：信ジラレナイ99連発
- 7月08日：中居&江川のプロ野球好珍プレー真夏の陣!
- 7月22日：誰も知らない…涙
  - スポーツ選手の「涙」をテーマにした特集番組。この回のみ30分拡大して19:00 - 21:24に放送。
- 8月26日：24時間テレビ特別編 泣いた走った舞台裏
  - 8月23日・24日放送の第20回『24時間テレビ 愛は地球を救う20』の関連番組。
- 9月16日：夢の豪華旅行㊙大作戦

参考：朝日新聞縮刷版各日付のラジオ・テレビ欄

## 備考
- 1995年4月18日・25日にはオウム真理教関連の報道特番編成の影響で、当初放送を予定していた番組の放送日程を変更。6月6日に放送された「輝け！女湯の大きな宿大賞」は当初4月18日に放送する予定だった。また、元々「火曜デラックス」用として作っていた番組もこのオウム関連の特番の影響で関東ローカルの週末の昼に移された番組もあった。
- 1996年9月17日放送の『名場面&㊙ハプニング テレビの裏側大公開』のエンディングの後、同年5月14日放送の『怪奇！恐怖体験・学園のミステリー』の大久野島でのロケシーンに過剰な演出があったことのお詫びをブルーバックで表示した。

| 日本テレビ系列 火曜19:00枠 | 日本テレビ系列 火曜19:00枠                          | 日本テレビ系列 火曜19:00枠 |
| 前番組 | 番組名                                              | 次番組 |
| --- | --------------------------------------------------- | --- |
| なんだろう!?大情報! （1994年10月18日 - 1995年2月28日） ※19:00 - 20:00江戸の用心棒 （1994年4月12日 - 1995年3月7日） ※20:00 - 20:54    | 火曜デラックス'95 （1995年4月11日 - 1995年9月5日）  | 噂の!解禁スタジオ （1995年10月17日 - 1996年3月12日） ※19:00 - 20:00江戸の用心棒II （1995年10月17日 - 1996年3月5日） ※20:00 - 20:54                       |
| 噂の!解禁スタジオ （1995年10月17日 - 1996年3月12日） ※19:00 - 20:00江戸の用心棒II （1995年10月17日 - 1996年3月5日） ※20:00 - 20:54   | 火曜デラックス'96 （1996年4月9日 - 1996年9月17日）  | スター感動バラエティ 幸せの☆一番星 （1996年10月29日 - 1996年12月10日） ※19:00 - 20:00さむらい探偵事件簿 （1996年10月29日 - 1997年3月4日） ※20:00 - 20:54 |
| みのもんた爆裂77 （1997年1月14日 - 1997年3月11日） ※19:00 - 20:00さむらい探偵事件簿 （1996年10月29日 - 1997年3月4日） ※20:00 - 20:54 | 火曜デラックス'97 （1997年4月15日 - 1997年9月16日） | 伊東家の食卓 （1997年10月28日 - 1998年9月1日） ※19:00 - 20:00踊る!さんま御殿!! （1997年10月28日 - 1998年9月1日） ※20:00 - 20:54                          |